# Герасимова (Иркутская область)
Герасимова — деревня в Черемховском районе Иркутской области России. Входит в состав Парфеновского муниципального образования. Находится примерно в 25 км к юго-западу от районного центра.

## Население
| 2002 | 2010 | 2011 | 2012 |
| ---- | ---- | ---- | ---- |
| 249  | ↘223 | ↘222 | ↗227 |